# كارلوس ألبرتو كامبوس
كارلوس ألبرتو كامبوس (بالإسبانية: Carlos Alberto Campos)‏ (13 أبريل 1992 بمدينة مكسيكو في المكسيك - ) هو لاعب كرة قدم مكسيكي في مركز الوسط. شارك مع منتخب المكسيك تحت 17 سنة لكرة القدم. أما مع النوادي، فقد لعب مع نادي أونيفرسيداد ناسيونال.

## وصلات خارجية
- كارلوس ألبرتو كامبوس على موقع قاعدة بيانات كرة القدم.إي يو (الإنجليزية)
- كارلوس ألبرتو كامبوس على موقع Soccerway.com (الإنجليزية)